# Урлейка
Урлейка — река в России, протекает в Пензенском и Шемышейском районах Пензенской области. Длина реки составляет 13 км.
Начинается на окраине Климовского леса, течёт сначала на юго-восток через деревню Загоскино, потом, после впадения балки Лощина, под названием Тош на северо-восток до села Урлейка, в котором меняет название на Урлейка. Затем направляется на северо-восток. Устье реки находится в 9,5 км по правому берегу реки Вежняньга.
На реке имеется несколько прудов: три больших у деревни Урлейка и два маленьких в верховьях. Основные притоки — овраг Куличий и балка Лощина, оба — правые.

## Данные водного реестра
По данным государственного водного реестра России относится к Верхневолжскому бассейновому округу, водохозяйственный участок реки — Сура от Сурского гидроузла и до устья реки Алатырь, речной подбассейн реки — Сура. Речной бассейн реки — (Верхняя) Волга до Куйбышевского водохранилища (без бассейна Оки).
Код объекта в государственном водном реестре — 08010500312110000035923.